# Rižská varianta
Rižská varianta je varianta otevřené španělské, která vzniká v pozici po 1. e4 e5 2. Jf3 Jc6 3. Sb5 a6 4. Sa4 Jf6 5. O-O Jxe4 6. d4 tahem černého 6. …exd4. Černý sebral již 2 pěšce a ignoruje hrozbu přivázání jezdce na věží na sloupci e. Tah, který vypadá jako začátečnická chyba, je ve skutečnosti úvod k ostré útočné variantě.
Rižská varianta může vést k množství divokých kombinačních zápletek, nicméně při přesné hře může bílý snadno dosáhnout dle vlastní volby buď rychlé remízy nebo lepší koncovky. Proti nepřipravenému soupeři však má černý velkou šanci na rychlý úspěch, neboť většina šachistů nedokáže přímo za šachovnicí vyřešit komplikace rižské varianty a nalézt úzkou byť jasnou cestu k výhodě.
Principiálním pokračováním bílého je 7. Ve1 d5 8. Jxd4 Sd6 (černý hraje na útok) 9. Jxc6 Sxh2+ 10. Kh1! (Po 10. Kxh2 má černý věčný šach, po 10. Kf1? Dh4 zase prudký útok.) 10. …Dh4 11. Vxe4! dxe4 12. Dd8+ Dxd8 13. Jxd8+ Kxd8 14. Kxh2 Se6 15. Se3.
Uvedená varianta je vyvrácením celého systému. Zatímco bílý může na řadě míst odbočit a bránit se útoku jiným způsobem, i když zřejmě ne s tak jednoznačným výsledkem, tahy černého jsou vynucené, pokud nechce ztratit materiál bez poziční kompenzace. V závěrečné pozici sice panuje přibližná materiální rovnováha a na první pohled ani poziční převaha bílého není velká, ale ve skutečností je pozice černého neudržitelná. Černý nestihne zároveň hlídat pěšce e4, uklidit krále do bezpečí a převést včas věže na volný sloupec d. Nepříjemný může být šach na g5 i slabost pěšce f7. Soupeřovi střelci se rychle rozehrají a bílý obsadí i volný sloupec.
Přes uvedené vyvrácení probíhá řada partií zahájených rižskou variantou zcela jinak. Pokud není bílý připravený, často nedopočítá divokou variantu s protiobětí kvality po 10. Kh1! 10. Dh4 11. Vxe4! nebo vzniklou koncovku chybně odhadne. Bílí tak často králem ustupují chybně na f1 nebo se již předem snaží oběti střelce zabránit tahem g3. Vzniká tak celá řada složitých útočných variant zpravidla s lepšími vyhlídkami černého.
|   | a | b | c | d | e | f | g | h |   |
| 8 | a8 černý věž · d8 černý král · h8 černý věž · b7 černý pěšec · c7 černý pěšec · f7 černý pěšec · g7 černý pěšec · h7 černý pěšec · a6 černý pěšec · e6 černý střelec · a4 bílý střelec · e4 černý pěšec · e3 bílý střelec · a2 bílý pěšec · b2 bílý pěšec · c2 bílý pěšec · f2 bílý pěšec · g2 bílý pěšec · h2 bílý král · a1 bílý věž · b1 bílý jezdec | a8 černý věž · d8 černý král · h8 černý věž · b7 černý pěšec · c7 černý pěšec · f7 černý pěšec · g7 černý pěšec · h7 černý pěšec · a6 černý pěšec · e6 černý střelec · a4 bílý střelec · e4 černý pěšec · e3 bílý střelec · a2 bílý pěšec · b2 bílý pěšec · c2 bílý pěšec · f2 bílý pěšec · g2 bílý pěšec · h2 bílý král · a1 bílý věž · b1 bílý jezdec | a8 černý věž · d8 černý král · h8 černý věž · b7 černý pěšec · c7 černý pěšec · f7 černý pěšec · g7 černý pěšec · h7 černý pěšec · a6 černý pěšec · e6 černý střelec · a4 bílý střelec · e4 černý pěšec · e3 bílý střelec · a2 bílý pěšec · b2 bílý pěšec · c2 bílý pěšec · f2 bílý pěšec · g2 bílý pěšec · h2 bílý král · a1 bílý věž · b1 bílý jezdec | a8 černý věž · d8 černý král · h8 černý věž · b7 černý pěšec · c7 černý pěšec · f7 černý pěšec · g7 černý pěšec · h7 černý pěšec · a6 černý pěšec · e6 černý střelec · a4 bílý střelec · e4 černý pěšec · e3 bílý střelec · a2 bílý pěšec · b2 bílý pěšec · c2 bílý pěšec · f2 bílý pěšec · g2 bílý pěšec · h2 bílý král · a1 bílý věž · b1 bílý jezdec | a8 černý věž · d8 černý král · h8 černý věž · b7 černý pěšec · c7 černý pěšec · f7 černý pěšec · g7 černý pěšec · h7 černý pěšec · a6 černý pěšec · e6 černý střelec · a4 bílý střelec · e4 černý pěšec · e3 bílý střelec · a2 bílý pěšec · b2 bílý pěšec · c2 bílý pěšec · f2 bílý pěšec · g2 bílý pěšec · h2 bílý král · a1 bílý věž · b1 bílý jezdec | a8 černý věž · d8 černý král · h8 černý věž · b7 černý pěšec · c7 černý pěšec · f7 černý pěšec · g7 černý pěšec · h7 černý pěšec · a6 černý pěšec · e6 černý střelec · a4 bílý střelec · e4 černý pěšec · e3 bílý střelec · a2 bílý pěšec · b2 bílý pěšec · c2 bílý pěšec · f2 bílý pěšec · g2 bílý pěšec · h2 bílý král · a1 bílý věž · b1 bílý jezdec | a8 černý věž · d8 černý král · h8 černý věž · b7 černý pěšec · c7 černý pěšec · f7 černý pěšec · g7 černý pěšec · h7 černý pěšec · a6 černý pěšec · e6 černý střelec · a4 bílý střelec · e4 černý pěšec · e3 bílý střelec · a2 bílý pěšec · b2 bílý pěšec · c2 bílý pěšec · f2 bílý pěšec · g2 bílý pěšec · h2 bílý král · a1 bílý věž · b1 bílý jezdec | a8 černý věž · d8 černý král · h8 černý věž · b7 černý pěšec · c7 černý pěšec · f7 černý pěšec · g7 černý pěšec · h7 černý pěšec · a6 černý pěšec · e6 černý střelec · a4 bílý střelec · e4 černý pěšec · e3 bílý střelec · a2 bílý pěšec · b2 bílý pěšec · c2 bílý pěšec · f2 bílý pěšec · g2 bílý pěšec · h2 bílý král · a1 bílý věž · b1 bílý jezdec | 8 |
| 7 | a8 černý věž · d8 černý král · h8 černý věž · b7 černý pěšec · c7 černý pěšec · f7 černý pěšec · g7 černý pěšec · h7 černý pěšec · a6 černý pěšec · e6 černý střelec · a4 bílý střelec · e4 černý pěšec · e3 bílý střelec · a2 bílý pěšec · b2 bílý pěšec · c2 bílý pěšec · f2 bílý pěšec · g2 bílý pěšec · h2 bílý král · a1 bílý věž · b1 bílý jezdec | a8 černý věž · d8 černý král · h8 černý věž · b7 černý pěšec · c7 černý pěšec · f7 černý pěšec · g7 černý pěšec · h7 černý pěšec · a6 černý pěšec · e6 černý střelec · a4 bílý střelec · e4 černý pěšec · e3 bílý střelec · a2 bílý pěšec · b2 bílý pěšec · c2 bílý pěšec · f2 bílý pěšec · g2 bílý pěšec · h2 bílý král · a1 bílý věž · b1 bílý jezdec | a8 černý věž · d8 černý král · h8 černý věž · b7 černý pěšec · c7 černý pěšec · f7 černý pěšec · g7 černý pěšec · h7 černý pěšec · a6 černý pěšec · e6 černý střelec · a4 bílý střelec · e4 černý pěšec · e3 bílý střelec · a2 bílý pěšec · b2 bílý pěšec · c2 bílý pěšec · f2 bílý pěšec · g2 bílý pěšec · h2 bílý král · a1 bílý věž · b1 bílý jezdec | a8 černý věž · d8 černý král · h8 černý věž · b7 černý pěšec · c7 černý pěšec · f7 černý pěšec · g7 černý pěšec · h7 černý pěšec · a6 černý pěšec · e6 černý střelec · a4 bílý střelec · e4 černý pěšec · e3 bílý střelec · a2 bílý pěšec · b2 bílý pěšec · c2 bílý pěšec · f2 bílý pěšec · g2 bílý pěšec · h2 bílý král · a1 bílý věž · b1 bílý jezdec | a8 černý věž · d8 černý král · h8 černý věž · b7 černý pěšec · c7 černý pěšec · f7 černý pěšec · g7 černý pěšec · h7 černý pěšec · a6 černý pěšec · e6 černý střelec · a4 bílý střelec · e4 černý pěšec · e3 bílý střelec · a2 bílý pěšec · b2 bílý pěšec · c2 bílý pěšec · f2 bílý pěšec · g2 bílý pěšec · h2 bílý král · a1 bílý věž · b1 bílý jezdec | a8 černý věž · d8 černý král · h8 černý věž · b7 černý pěšec · c7 černý pěšec · f7 černý pěšec · g7 černý pěšec · h7 černý pěšec · a6 černý pěšec · e6 černý střelec · a4 bílý střelec · e4 černý pěšec · e3 bílý střelec · a2 bílý pěšec · b2 bílý pěšec · c2 bílý pěšec · f2 bílý pěšec · g2 bílý pěšec · h2 bílý král · a1 bílý věž · b1 bílý jezdec | a8 černý věž · d8 černý král · h8 černý věž · b7 černý pěšec · c7 černý pěšec · f7 černý pěšec · g7 černý pěšec · h7 černý pěšec · a6 černý pěšec · e6 černý střelec · a4 bílý střelec · e4 černý pěšec · e3 bílý střelec · a2 bílý pěšec · b2 bílý pěšec · c2 bílý pěšec · f2 bílý pěšec · g2 bílý pěšec · h2 bílý král · a1 bílý věž · b1 bílý jezdec | a8 černý věž · d8 černý král · h8 černý věž · b7 černý pěšec · c7 černý pěšec · f7 černý pěšec · g7 černý pěšec · h7 černý pěšec · a6 černý pěšec · e6 černý střelec · a4 bílý střelec · e4 černý pěšec · e3 bílý střelec · a2 bílý pěšec · b2 bílý pěšec · c2 bílý pěšec · f2 bílý pěšec · g2 bílý pěšec · h2 bílý král · a1 bílý věž · b1 bílý jezdec | 7 |
| 6 | a8 černý věž · d8 černý král · h8 černý věž · b7 černý pěšec · c7 černý pěšec · f7 černý pěšec · g7 černý pěšec · h7 černý pěšec · a6 černý pěšec · e6 černý střelec · a4 bílý střelec · e4 černý pěšec · e3 bílý střelec · a2 bílý pěšec · b2 bílý pěšec · c2 bílý pěšec · f2 bílý pěšec · g2 bílý pěšec · h2 bílý král · a1 bílý věž · b1 bílý jezdec | a8 černý věž · d8 černý král · h8 černý věž · b7 černý pěšec · c7 černý pěšec · f7 černý pěšec · g7 černý pěšec · h7 černý pěšec · a6 černý pěšec · e6 černý střelec · a4 bílý střelec · e4 černý pěšec · e3 bílý střelec · a2 bílý pěšec · b2 bílý pěšec · c2 bílý pěšec · f2 bílý pěšec · g2 bílý pěšec · h2 bílý král · a1 bílý věž · b1 bílý jezdec | a8 černý věž · d8 černý král · h8 černý věž · b7 černý pěšec · c7 černý pěšec · f7 černý pěšec · g7 černý pěšec · h7 černý pěšec · a6 černý pěšec · e6 černý střelec · a4 bílý střelec · e4 černý pěšec · e3 bílý střelec · a2 bílý pěšec · b2 bílý pěšec · c2 bílý pěšec · f2 bílý pěšec · g2 bílý pěšec · h2 bílý král · a1 bílý věž · b1 bílý jezdec | a8 černý věž · d8 černý král · h8 černý věž · b7 černý pěšec · c7 černý pěšec · f7 černý pěšec · g7 černý pěšec · h7 černý pěšec · a6 černý pěšec · e6 černý střelec · a4 bílý střelec · e4 černý pěšec · e3 bílý střelec · a2 bílý pěšec · b2 bílý pěšec · c2 bílý pěšec · f2 bílý pěšec · g2 bílý pěšec · h2 bílý král · a1 bílý věž · b1 bílý jezdec | a8 černý věž · d8 černý král · h8 černý věž · b7 černý pěšec · c7 černý pěšec · f7 černý pěšec · g7 černý pěšec · h7 černý pěšec · a6 černý pěšec · e6 černý střelec · a4 bílý střelec · e4 černý pěšec · e3 bílý střelec · a2 bílý pěšec · b2 bílý pěšec · c2 bílý pěšec · f2 bílý pěšec · g2 bílý pěšec · h2 bílý král · a1 bílý věž · b1 bílý jezdec | a8 černý věž · d8 černý král · h8 černý věž · b7 černý pěšec · c7 černý pěšec · f7 černý pěšec · g7 černý pěšec · h7 černý pěšec · a6 černý pěšec · e6 černý střelec · a4 bílý střelec · e4 černý pěšec · e3 bílý střelec · a2 bílý pěšec · b2 bílý pěšec · c2 bílý pěšec · f2 bílý pěšec · g2 bílý pěšec · h2 bílý král · a1 bílý věž · b1 bílý jezdec | a8 černý věž · d8 černý král · h8 černý věž · b7 černý pěšec · c7 černý pěšec · f7 černý pěšec · g7 černý pěšec · h7 černý pěšec · a6 černý pěšec · e6 černý střelec · a4 bílý střelec · e4 černý pěšec · e3 bílý střelec · a2 bílý pěšec · b2 bílý pěšec · c2 bílý pěšec · f2 bílý pěšec · g2 bílý pěšec · h2 bílý král · a1 bílý věž · b1 bílý jezdec | a8 černý věž · d8 černý král · h8 černý věž · b7 černý pěšec · c7 černý pěšec · f7 černý pěšec · g7 černý pěšec · h7 černý pěšec · a6 černý pěšec · e6 černý střelec · a4 bílý střelec · e4 černý pěšec · e3 bílý střelec · a2 bílý pěšec · b2 bílý pěšec · c2 bílý pěšec · f2 bílý pěšec · g2 bílý pěšec · h2 bílý král · a1 bílý věž · b1 bílý jezdec | 6 |
| 5 | a8 černý věž · d8 černý král · h8 černý věž · b7 černý pěšec · c7 černý pěšec · f7 černý pěšec · g7 černý pěšec · h7 černý pěšec · a6 černý pěšec · e6 černý střelec · a4 bílý střelec · e4 černý pěšec · e3 bílý střelec · a2 bílý pěšec · b2 bílý pěšec · c2 bílý pěšec · f2 bílý pěšec · g2 bílý pěšec · h2 bílý král · a1 bílý věž · b1 bílý jezdec | a8 černý věž · d8 černý král · h8 černý věž · b7 černý pěšec · c7 černý pěšec · f7 černý pěšec · g7 černý pěšec · h7 černý pěšec · a6 černý pěšec · e6 černý střelec · a4 bílý střelec · e4 černý pěšec · e3 bílý střelec · a2 bílý pěšec · b2 bílý pěšec · c2 bílý pěšec · f2 bílý pěšec · g2 bílý pěšec · h2 bílý král · a1 bílý věž · b1 bílý jezdec | a8 černý věž · d8 černý král · h8 černý věž · b7 černý pěšec · c7 černý pěšec · f7 černý pěšec · g7 černý pěšec · h7 černý pěšec · a6 černý pěšec · e6 černý střelec · a4 bílý střelec · e4 černý pěšec · e3 bílý střelec · a2 bílý pěšec · b2 bílý pěšec · c2 bílý pěšec · f2 bílý pěšec · g2 bílý pěšec · h2 bílý král · a1 bílý věž · b1 bílý jezdec | a8 černý věž · d8 černý král · h8 černý věž · b7 černý pěšec · c7 černý pěšec · f7 černý pěšec · g7 černý pěšec · h7 černý pěšec · a6 černý pěšec · e6 černý střelec · a4 bílý střelec · e4 černý pěšec · e3 bílý střelec · a2 bílý pěšec · b2 bílý pěšec · c2 bílý pěšec · f2 bílý pěšec · g2 bílý pěšec · h2 bílý král · a1 bílý věž · b1 bílý jezdec | a8 černý věž · d8 černý král · h8 černý věž · b7 černý pěšec · c7 černý pěšec · f7 černý pěšec · g7 černý pěšec · h7 černý pěšec · a6 černý pěšec · e6 černý střelec · a4 bílý střelec · e4 černý pěšec · e3 bílý střelec · a2 bílý pěšec · b2 bílý pěšec · c2 bílý pěšec · f2 bílý pěšec · g2 bílý pěšec · h2 bílý král · a1 bílý věž · b1 bílý jezdec | a8 černý věž · d8 černý král · h8 černý věž · b7 černý pěšec · c7 černý pěšec · f7 černý pěšec · g7 černý pěšec · h7 černý pěšec · a6 černý pěšec · e6 černý střelec · a4 bílý střelec · e4 černý pěšec · e3 bílý střelec · a2 bílý pěšec · b2 bílý pěšec · c2 bílý pěšec · f2 bílý pěšec · g2 bílý pěšec · h2 bílý král · a1 bílý věž · b1 bílý jezdec | a8 černý věž · d8 černý král · h8 černý věž · b7 černý pěšec · c7 černý pěšec · f7 černý pěšec · g7 černý pěšec · h7 černý pěšec · a6 černý pěšec · e6 černý střelec · a4 bílý střelec · e4 černý pěšec · e3 bílý střelec · a2 bílý pěšec · b2 bílý pěšec · c2 bílý pěšec · f2 bílý pěšec · g2 bílý pěšec · h2 bílý král · a1 bílý věž · b1 bílý jezdec | a8 černý věž · d8 černý král · h8 černý věž · b7 černý pěšec · c7 černý pěšec · f7 černý pěšec · g7 černý pěšec · h7 černý pěšec · a6 černý pěšec · e6 černý střelec · a4 bílý střelec · e4 černý pěšec · e3 bílý střelec · a2 bílý pěšec · b2 bílý pěšec · c2 bílý pěšec · f2 bílý pěšec · g2 bílý pěšec · h2 bílý král · a1 bílý věž · b1 bílý jezdec | 5 |
| 4 | a8 černý věž · d8 černý král · h8 černý věž · b7 černý pěšec · c7 černý pěšec · f7 černý pěšec · g7 černý pěšec · h7 černý pěšec · a6 černý pěšec · e6 černý střelec · a4 bílý střelec · e4 černý pěšec · e3 bílý střelec · a2 bílý pěšec · b2 bílý pěšec · c2 bílý pěšec · f2 bílý pěšec · g2 bílý pěšec · h2 bílý král · a1 bílý věž · b1 bílý jezdec | a8 černý věž · d8 černý král · h8 černý věž · b7 černý pěšec · c7 černý pěšec · f7 černý pěšec · g7 černý pěšec · h7 černý pěšec · a6 černý pěšec · e6 černý střelec · a4 bílý střelec · e4 černý pěšec · e3 bílý střelec · a2 bílý pěšec · b2 bílý pěšec · c2 bílý pěšec · f2 bílý pěšec · g2 bílý pěšec · h2 bílý král · a1 bílý věž · b1 bílý jezdec | a8 černý věž · d8 černý král · h8 černý věž · b7 černý pěšec · c7 černý pěšec · f7 černý pěšec · g7 černý pěšec · h7 černý pěšec · a6 černý pěšec · e6 černý střelec · a4 bílý střelec · e4 černý pěšec · e3 bílý střelec · a2 bílý pěšec · b2 bílý pěšec · c2 bílý pěšec · f2 bílý pěšec · g2 bílý pěšec · h2 bílý král · a1 bílý věž · b1 bílý jezdec | a8 černý věž · d8 černý král · h8 černý věž · b7 černý pěšec · c7 černý pěšec · f7 černý pěšec · g7 černý pěšec · h7 černý pěšec · a6 černý pěšec · e6 černý střelec · a4 bílý střelec · e4 černý pěšec · e3 bílý střelec · a2 bílý pěšec · b2 bílý pěšec · c2 bílý pěšec · f2 bílý pěšec · g2 bílý pěšec · h2 bílý král · a1 bílý věž · b1 bílý jezdec | a8 černý věž · d8 černý král · h8 černý věž · b7 černý pěšec · c7 černý pěšec · f7 černý pěšec · g7 černý pěšec · h7 černý pěšec · a6 černý pěšec · e6 černý střelec · a4 bílý střelec · e4 černý pěšec · e3 bílý střelec · a2 bílý pěšec · b2 bílý pěšec · c2 bílý pěšec · f2 bílý pěšec · g2 bílý pěšec · h2 bílý král · a1 bílý věž · b1 bílý jezdec | a8 černý věž · d8 černý král · h8 černý věž · b7 černý pěšec · c7 černý pěšec · f7 černý pěšec · g7 černý pěšec · h7 černý pěšec · a6 černý pěšec · e6 černý střelec · a4 bílý střelec · e4 černý pěšec · e3 bílý střelec · a2 bílý pěšec · b2 bílý pěšec · c2 bílý pěšec · f2 bílý pěšec · g2 bílý pěšec · h2 bílý král · a1 bílý věž · b1 bílý jezdec | a8 černý věž · d8 černý král · h8 černý věž · b7 černý pěšec · c7 černý pěšec · f7 černý pěšec · g7 černý pěšec · h7 černý pěšec · a6 černý pěšec · e6 černý střelec · a4 bílý střelec · e4 černý pěšec · e3 bílý střelec · a2 bílý pěšec · b2 bílý pěšec · c2 bílý pěšec · f2 bílý pěšec · g2 bílý pěšec · h2 bílý král · a1 bílý věž · b1 bílý jezdec | a8 černý věž · d8 černý král · h8 černý věž · b7 černý pěšec · c7 černý pěšec · f7 černý pěšec · g7 černý pěšec · h7 černý pěšec · a6 černý pěšec · e6 černý střelec · a4 bílý střelec · e4 černý pěšec · e3 bílý střelec · a2 bílý pěšec · b2 bílý pěšec · c2 bílý pěšec · f2 bílý pěšec · g2 bílý pěšec · h2 bílý král · a1 bílý věž · b1 bílý jezdec | 4 |
| 3 | a8 černý věž · d8 černý král · h8 černý věž · b7 černý pěšec · c7 černý pěšec · f7 černý pěšec · g7 černý pěšec · h7 černý pěšec · a6 černý pěšec · e6 černý střelec · a4 bílý střelec · e4 černý pěšec · e3 bílý střelec · a2 bílý pěšec · b2 bílý pěšec · c2 bílý pěšec · f2 bílý pěšec · g2 bílý pěšec · h2 bílý král · a1 bílý věž · b1 bílý jezdec | a8 černý věž · d8 černý král · h8 černý věž · b7 černý pěšec · c7 černý pěšec · f7 černý pěšec · g7 černý pěšec · h7 černý pěšec · a6 černý pěšec · e6 černý střelec · a4 bílý střelec · e4 černý pěšec · e3 bílý střelec · a2 bílý pěšec · b2 bílý pěšec · c2 bílý pěšec · f2 bílý pěšec · g2 bílý pěšec · h2 bílý král · a1 bílý věž · b1 bílý jezdec | a8 černý věž · d8 černý král · h8 černý věž · b7 černý pěšec · c7 černý pěšec · f7 černý pěšec · g7 černý pěšec · h7 černý pěšec · a6 černý pěšec · e6 černý střelec · a4 bílý střelec · e4 černý pěšec · e3 bílý střelec · a2 bílý pěšec · b2 bílý pěšec · c2 bílý pěšec · f2 bílý pěšec · g2 bílý pěšec · h2 bílý král · a1 bílý věž · b1 bílý jezdec | a8 černý věž · d8 černý král · h8 černý věž · b7 černý pěšec · c7 černý pěšec · f7 černý pěšec · g7 černý pěšec · h7 černý pěšec · a6 černý pěšec · e6 černý střelec · a4 bílý střelec · e4 černý pěšec · e3 bílý střelec · a2 bílý pěšec · b2 bílý pěšec · c2 bílý pěšec · f2 bílý pěšec · g2 bílý pěšec · h2 bílý král · a1 bílý věž · b1 bílý jezdec | a8 černý věž · d8 černý král · h8 černý věž · b7 černý pěšec · c7 černý pěšec · f7 černý pěšec · g7 černý pěšec · h7 černý pěšec · a6 černý pěšec · e6 černý střelec · a4 bílý střelec · e4 černý pěšec · e3 bílý střelec · a2 bílý pěšec · b2 bílý pěšec · c2 bílý pěšec · f2 bílý pěšec · g2 bílý pěšec · h2 bílý král · a1 bílý věž · b1 bílý jezdec | a8 černý věž · d8 černý král · h8 černý věž · b7 černý pěšec · c7 černý pěšec · f7 černý pěšec · g7 černý pěšec · h7 černý pěšec · a6 černý pěšec · e6 černý střelec · a4 bílý střelec · e4 černý pěšec · e3 bílý střelec · a2 bílý pěšec · b2 bílý pěšec · c2 bílý pěšec · f2 bílý pěšec · g2 bílý pěšec · h2 bílý král · a1 bílý věž · b1 bílý jezdec | a8 černý věž · d8 černý král · h8 černý věž · b7 černý pěšec · c7 černý pěšec · f7 černý pěšec · g7 černý pěšec · h7 černý pěšec · a6 černý pěšec · e6 černý střelec · a4 bílý střelec · e4 černý pěšec · e3 bílý střelec · a2 bílý pěšec · b2 bílý pěšec · c2 bílý pěšec · f2 bílý pěšec · g2 bílý pěšec · h2 bílý král · a1 bílý věž · b1 bílý jezdec | a8 černý věž · d8 černý král · h8 černý věž · b7 černý pěšec · c7 černý pěšec · f7 černý pěšec · g7 černý pěšec · h7 černý pěšec · a6 černý pěšec · e6 černý střelec · a4 bílý střelec · e4 černý pěšec · e3 bílý střelec · a2 bílý pěšec · b2 bílý pěšec · c2 bílý pěšec · f2 bílý pěšec · g2 bílý pěšec · h2 bílý král · a1 bílý věž · b1 bílý jezdec | 3 |
| 2 | a8 černý věž · d8 černý král · h8 černý věž · b7 černý pěšec · c7 černý pěšec · f7 černý pěšec · g7 černý pěšec · h7 černý pěšec · a6 černý pěšec · e6 černý střelec · a4 bílý střelec · e4 černý pěšec · e3 bílý střelec · a2 bílý pěšec · b2 bílý pěšec · c2 bílý pěšec · f2 bílý pěšec · g2 bílý pěšec · h2 bílý král · a1 bílý věž · b1 bílý jezdec | a8 černý věž · d8 černý král · h8 černý věž · b7 černý pěšec · c7 černý pěšec · f7 černý pěšec · g7 černý pěšec · h7 černý pěšec · a6 černý pěšec · e6 černý střelec · a4 bílý střelec · e4 černý pěšec · e3 bílý střelec · a2 bílý pěšec · b2 bílý pěšec · c2 bílý pěšec · f2 bílý pěšec · g2 bílý pěšec · h2 bílý král · a1 bílý věž · b1 bílý jezdec | a8 černý věž · d8 černý král · h8 černý věž · b7 černý pěšec · c7 černý pěšec · f7 černý pěšec · g7 černý pěšec · h7 černý pěšec · a6 černý pěšec · e6 černý střelec · a4 bílý střelec · e4 černý pěšec · e3 bílý střelec · a2 bílý pěšec · b2 bílý pěšec · c2 bílý pěšec · f2 bílý pěšec · g2 bílý pěšec · h2 bílý král · a1 bílý věž · b1 bílý jezdec | a8 černý věž · d8 černý král · h8 černý věž · b7 černý pěšec · c7 černý pěšec · f7 černý pěšec · g7 černý pěšec · h7 černý pěšec · a6 černý pěšec · e6 černý střelec · a4 bílý střelec · e4 černý pěšec · e3 bílý střelec · a2 bílý pěšec · b2 bílý pěšec · c2 bílý pěšec · f2 bílý pěšec · g2 bílý pěšec · h2 bílý král · a1 bílý věž · b1 bílý jezdec | a8 černý věž · d8 černý král · h8 černý věž · b7 černý pěšec · c7 černý pěšec · f7 černý pěšec · g7 černý pěšec · h7 černý pěšec · a6 černý pěšec · e6 černý střelec · a4 bílý střelec · e4 černý pěšec · e3 bílý střelec · a2 bílý pěšec · b2 bílý pěšec · c2 bílý pěšec · f2 bílý pěšec · g2 bílý pěšec · h2 bílý král · a1 bílý věž · b1 bílý jezdec | a8 černý věž · d8 černý král · h8 černý věž · b7 černý pěšec · c7 černý pěšec · f7 černý pěšec · g7 černý pěšec · h7 černý pěšec · a6 černý pěšec · e6 černý střelec · a4 bílý střelec · e4 černý pěšec · e3 bílý střelec · a2 bílý pěšec · b2 bílý pěšec · c2 bílý pěšec · f2 bílý pěšec · g2 bílý pěšec · h2 bílý král · a1 bílý věž · b1 bílý jezdec | a8 černý věž · d8 černý král · h8 černý věž · b7 černý pěšec · c7 černý pěšec · f7 černý pěšec · g7 černý pěšec · h7 černý pěšec · a6 černý pěšec · e6 černý střelec · a4 bílý střelec · e4 černý pěšec · e3 bílý střelec · a2 bílý pěšec · b2 bílý pěšec · c2 bílý pěšec · f2 bílý pěšec · g2 bílý pěšec · h2 bílý král · a1 bílý věž · b1 bílý jezdec | a8 černý věž · d8 černý král · h8 černý věž · b7 černý pěšec · c7 černý pěšec · f7 černý pěšec · g7 černý pěšec · h7 černý pěšec · a6 černý pěšec · e6 černý střelec · a4 bílý střelec · e4 černý pěšec · e3 bílý střelec · a2 bílý pěšec · b2 bílý pěšec · c2 bílý pěšec · f2 bílý pěšec · g2 bílý pěšec · h2 bílý král · a1 bílý věž · b1 bílý jezdec | 2 |
| 1 | a8 černý věž · d8 černý král · h8 černý věž · b7 černý pěšec · c7 černý pěšec · f7 černý pěšec · g7 černý pěšec · h7 černý pěšec · a6 černý pěšec · e6 černý střelec · a4 bílý střelec · e4 černý pěšec · e3 bílý střelec · a2 bílý pěšec · b2 bílý pěšec · c2 bílý pěšec · f2 bílý pěšec · g2 bílý pěšec · h2 bílý král · a1 bílý věž · b1 bílý jezdec | a8 černý věž · d8 černý král · h8 černý věž · b7 černý pěšec · c7 černý pěšec · f7 černý pěšec · g7 černý pěšec · h7 černý pěšec · a6 černý pěšec · e6 černý střelec · a4 bílý střelec · e4 černý pěšec · e3 bílý střelec · a2 bílý pěšec · b2 bílý pěšec · c2 bílý pěšec · f2 bílý pěšec · g2 bílý pěšec · h2 bílý král · a1 bílý věž · b1 bílý jezdec | a8 černý věž · d8 černý král · h8 černý věž · b7 černý pěšec · c7 černý pěšec · f7 černý pěšec · g7 černý pěšec · h7 černý pěšec · a6 černý pěšec · e6 černý střelec · a4 bílý střelec · e4 černý pěšec · e3 bílý střelec · a2 bílý pěšec · b2 bílý pěšec · c2 bílý pěšec · f2 bílý pěšec · g2 bílý pěšec · h2 bílý král · a1 bílý věž · b1 bílý jezdec | a8 černý věž · d8 černý král · h8 černý věž · b7 černý pěšec · c7 černý pěšec · f7 černý pěšec · g7 černý pěšec · h7 černý pěšec · a6 černý pěšec · e6 černý střelec · a4 bílý střelec · e4 černý pěšec · e3 bílý střelec · a2 bílý pěšec · b2 bílý pěšec · c2 bílý pěšec · f2 bílý pěšec · g2 bílý pěšec · h2 bílý král · a1 bílý věž · b1 bílý jezdec | a8 černý věž · d8 černý král · h8 černý věž · b7 černý pěšec · c7 černý pěšec · f7 černý pěšec · g7 černý pěšec · h7 černý pěšec · a6 černý pěšec · e6 černý střelec · a4 bílý střelec · e4 černý pěšec · e3 bílý střelec · a2 bílý pěšec · b2 bílý pěšec · c2 bílý pěšec · f2 bílý pěšec · g2 bílý pěšec · h2 bílý král · a1 bílý věž · b1 bílý jezdec | a8 černý věž · d8 černý král · h8 černý věž · b7 černý pěšec · c7 černý pěšec · f7 černý pěšec · g7 černý pěšec · h7 černý pěšec · a6 černý pěšec · e6 černý střelec · a4 bílý střelec · e4 černý pěšec · e3 bílý střelec · a2 bílý pěšec · b2 bílý pěšec · c2 bílý pěšec · f2 bílý pěšec · g2 bílý pěšec · h2 bílý král · a1 bílý věž · b1 bílý jezdec | a8 černý věž · d8 černý král · h8 černý věž · b7 černý pěšec · c7 černý pěšec · f7 černý pěšec · g7 černý pěšec · h7 černý pěšec · a6 černý pěšec · e6 černý střelec · a4 bílý střelec · e4 černý pěšec · e3 bílý střelec · a2 bílý pěšec · b2 bílý pěšec · c2 bílý pěšec · f2 bílý pěšec · g2 bílý pěšec · h2 bílý král · a1 bílý věž · b1 bílý jezdec | a8 černý věž · d8 černý král · h8 černý věž · b7 černý pěšec · c7 černý pěšec · f7 černý pěšec · g7 černý pěšec · h7 černý pěšec · a6 černý pěšec · e6 černý střelec · a4 bílý střelec · e4 černý pěšec · e3 bílý střelec · a2 bílý pěšec · b2 bílý pěšec · c2 bílý pěšec · f2 bílý pěšec · g2 bílý pěšec · h2 bílý král · a1 bílý věž · b1 bílý jezdec | 1 |
|   | a | b | c | d | e | f | g | h |   |